# Episparis sublibatrix
Episparis sublibatrix là một loài bướm đêm trong họ Erebidae.